# Поланец
Поланец (пол. Połaniec)  —  город  в Польше, входит в Свентокшиское воеводство,  Сташувский повят.  Имеет статус городско-сельской гмины. Занимает площадь 17,19 км². Население — 8419 человек (на 2004 год).

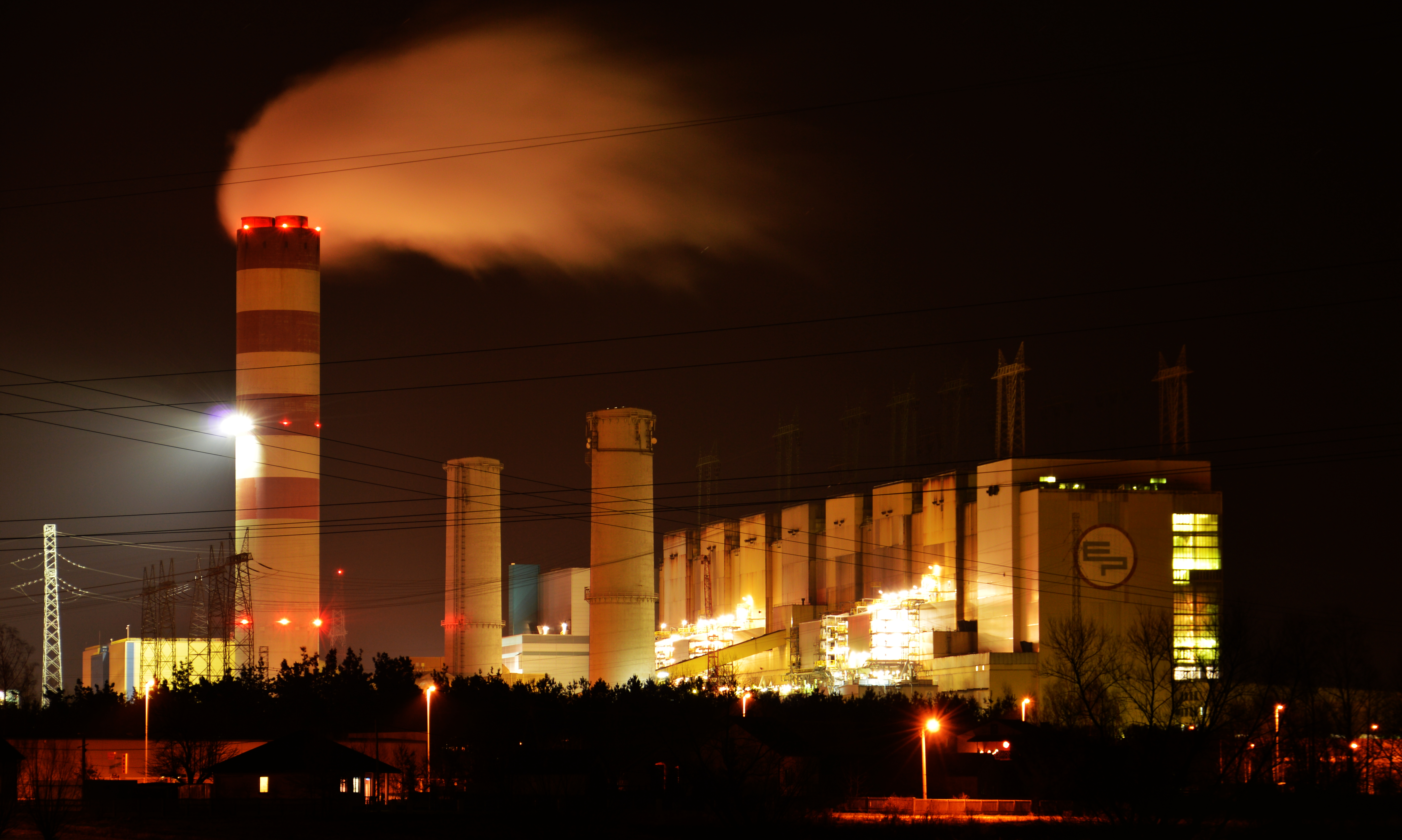
ТЭС «Поланец»

## Достопримечательности
- Курган Костюшко — на этом месте в 1794 году Тадеуш Костюшко провозгласил Поланецкий универсал.